# The Great Unknown (Enter Shikari)
The Great Unknown è un singolo del gruppo musicale britannico Enter Shikari, pubblicato l'8 aprile 2020 come quarto estratto dal sesto album in studio Nothing Is True & Everything Is Possible.

## Descrizione
Secondo il cantante Rou Reynolds, il brano parla dell'«aver toccato il fondo, e di avere a che fare con la disorientante natura dell'ignoto». Il suo significato è stato accostato dallo stesso Reynolds a quello del precedente singolo T.I.N.A..
Il giro di pianoforte che fa da intro al brano è stato registrato da Reynolds nel 2014 per l'album The Mindsweep, ma al tempo non lo trovò adatto a essere incluso in nessuna canzone registrata per il disco.

## Video musicale
Un video ufficiale del brano viene pubblicato su YouTube il 12 maggio 2020, diretto da Polygon e realizzato a distanza dai componenti del gruppo durante il lockdown della primavera 2020.

## Tracce
Testi di Rou Reynolds, musiche degli Enter Shikari.
1. The Great Unknown – 3:25
2. T.I.N.A. – 3:05
3. The King – 2:48
4. The Dreamer's Hotel – 2:53

## Formazione
- Rou Reynolds – voce, pianoforte, tastiera, programmazione
- Rory Clewlow – chitarra, voce secondaria
- Chris Batten – basso, voce secondaria
- Rob Rolfe – batteria, percussioni, cori